# Melanchthonpreis der Stadt Bretten
Der Melanchthonpreis der Stadt Bretten ist ein internationaler Wissenschaftspreis, den die Geburtsstadt des Reformators Philipp Melanchthon zu seinen Ehren 1986 gestiftet hat. Laut Satzung wird die Auszeichnung alle drei Jahre vergeben für ein „Werk, das in hervorragender Weise dazu beiträgt, die Kenntnis über Melanchthons Leben und Werk oder die geistesgeschichtlichen Voraussetzungen, das Umfeld und die Folgen seines Wirkens zu vertiefen.“ Er ist mit 7.500 Euro dotiert.
Seit 2004 wird alljährlich der mit 750 Euro dotierte „Melanchthon-Schülerpreis“ für Schüler weiterführender Schulen Brettens vergeben.

## Preisträger
- 1988 Siegfried Wiedenhofer
- 1991 Günther Wartenberg
- 1994 Cornelis Augustijn
- 1997 Heinz Scheible
- 2000 Timothy Wengert
- 2003 Beat Rudolf Jenny
- 2006 Volkhard Wels
- 2009 Nicole Kuropka, Theologin
- 2012 Thorsten Fuchs, Altphilologe
- 2015 Christine Absmeier, Historikerin
- 2018 Helmut Claus, früherer Direktor der Forschungsbibliothek Gotha
- 2021 Tobias Jammerthal, Theologe
- 2024 Mark A. Lotito